# Asuna Tanaka
Asuna Tanaka (田中 明日菜, Tanaka Asuna, Sakai, 23 april 1988) is een Japans voetbalster die als middenvelder en verdediger speelt bij Gyeongju KHNP.

## Carrière

### Clubcarrière
Tanaka begon haar carrière in 2007 bij Tasaki Perule FC. Ze tekende in 2009 bij INAC Kobe Leonessa. Met deze club werd zij in 2011 en 2012 kampioen van Japan. Ze tekende in juli 2013 bij Frankfurt. In oktober 2014 keerde zij weer terug naar haar oude club INAC Kobe Leonessa. Ze tekende in 2018 bij Gyeongju KHNP.

### Interlandcarrière
Tanaka nam met het Japans nationale elftal O20 deel aan het WK onder 20 in 2008.
Tanaka maakte op 4 maart 2011 haar debuut in het Japans vrouwenvoetbalelftal tijdens een wedstrijd om de Algarve Cup tegen Finland. Zij nam met het Japans elftal deel aan de wereldkampioenschappen vrouwenvoetbal in 2011 en Japan behaalde goud op de wereldkampioenschappen. Zij nam met het Japans elftal deel aan de Olympische Zomerspelen in 2012. Daar stond zij in vier wedstrijden van Japan opgesteld en Japan behaalde zilver op de Spelen. Zij nam met het Japans elftal deel aan de wereldkampioenschappen vrouwenvoetbal in 2015 en Japan behaalde zilver op de wereldkampioenschappen. Ze heeft 39 interlands voor het Japanse elftal gespeeld en scoorde daarin 3 keer.

## Statistieken
| Japans vrouwenvoetbalelftal | Japans vrouwenvoetbalelftal | Japans vrouwenvoetbalelftal |
| Jaar                        | Wed.                        | Dlp.                        |
| --------------------------- | --------------------------- | --------------------------- |
| 2011                        | 6                           | 2                           |
| 2012                        | 13                          | 1                           |
| 2013                        | 9                           | 0                           |
| 2014                        | 2                           | 0                           |
| 2015                        | 6                           | 0                           |
| 2016                        | 3                           | 0                           |
| Totaal                      | 39                          | 3                           |